# Mein erstes Wunder
Mein erstes Wunder ist ein deutscher Spielfilm aus dem Jahr 2002. Regie führte Anne Wild, das Drehbuch stammt ebenfalls von ihr.

## Handlung
Die elfjährige Dole trifft im Urlaub am Meer auf den Mittvierziger Hermann. Beide verstehen sich sehr gut und es entwickelt sich mehr als eine Freundschaft, die auch über den Urlaub hinausgeht. Die Familien der beiden haben kein Verständnis dafür, bis schließlich beide Familien darauf dringen, dass der Kontakt zwischen den beiden abgebrochen wird. Eines Tages steht Dole jedoch vor Hermanns Tür und „entführt“ ihn auf eine Reise, die für die beiden dort endet, wo sie begonnen hat: am Meer.
Auf der Suche nach den beiden werden Hermanns Frau Margot und Doles Mutter Franziska von Zeugen wundersame Geschichten erzählt.

## Hintergrund
Der Film beruht auf einer wahren Begebenheit. Anne Wild gibt an, dass die lose Idee auf eine Zeitungsmeldung zurückgehe. Die Widmung vor dem Abspann des Films könnte zudem auf autobiografische Einflüsse deuten.

„Nicht die Liebe eines Mannes zu einer Frau, nicht die Liebe eines Vaters zu seinem Kind. Es war etwas anderes“

„Für meine große Liebe“

Der Film wurde in Bad Doberan-Heiligendamm gedreht.

## Kritiken
„Nichts ist schöner als der poetische Blick auf zwei Menschen, die den Alltag bestaunen, als sei er ein Wunder in sich. Das ist Anne Wild gelungen und macht Mein erstes Wunder so unbestritten sehenswert.“

„Für die Zuschauer wendet sich irgendwann jedoch all das Wunderbare in Wunderliches. Hermanns konsequente Naivität lassen ihn konturlos und unglaubwürdig erscheinen. Die ganze Liebesgeschichte wirkt konstruiert. Es bleibt dennoch eine große Intensität, die der Film zu großen Teilen der Hauptdarstellerin Henriette Confurius verdankt. Sie spielt die Dole wunderbar stur, stark und verletzlich.“

„Eine sensibel aufgebaute Geschichte mit raffinierten Bildkompositionen, die von überzeugenden Darstellern getragen wird und sich in ihrem kommentarreichen Geflecht aus kindlicher Charakterstudie, Weltflucht-Melancholie und der Hoffnung auf eine bessere Existenz jenseits der Alltagszwänge zu einem Glücksfall fürs deutsche Kino verdichtet.“

## Auszeichnungen und Nominierungen
- Max-Ophüls-Preis im Jahr 2003
- Nominiert für den First Steps Award 2002
- Nominiert für den Grand Prix of the Americas 2002 beim World Film Festival
- Dagmar Lichius gewann den Deutschen Fernsehpreis 2004 in der Kategorie Bester Schnitt
- Henriette Confurius gewann den Förderpreis des Deutschen Fernsehpreis 2004
- Fliegender Ochse Hauptpreis filmkunstfest Schwerin